# Historia LGBT en Kenia
La historia LGBT+ en Kenia se refiere a la diversidad de prácticas, militancias y valoraciones culturales sobre sexualidad y géneros disidentes que se desplegaron históricamente en el actual territorio keniata. Abarca la historia de diferentes comunidades y colectivos, cada una con sus características propias, como la historia del lesbianismo, de la homosexualidad masculina (gay), de las genealogías trans, intersexuales, así como de otras disidencias sexuales y de género como las bisexuales, no binarias, fluidas, poliamorosas, BDSM, asexuales, etc.

## Pre-Independencia
En los siglos posteriores al advenimiento del Islam en el siglo VII en Arabia, las doctrinas religiosas contra la homosexualidad probablemente fueron traídas por comerciantes árabes y persas en la costa del océano Índico, y más tarde por los colonos omaníes y portugueses a lo largo de la costa hasta el siglo XIX. Con la llegada de misioneros y exploradores europeos al interior a mediados del siglo XIX, la doctrina antihomosexual del cristianismo comenzó a difundirse entre las diversas etnias de la región.
Además, durante el dominio colonial de África Oriental Británica por parte de los británicos de 1895 a 1963, se promulgaron leyes contra la sodomía, un fenómeno alentado por los misioneros cristianos europeos que ampliaron la adhesión popular a la religión cristiana en la colonia.

## Era posterior a la independencia (1963-2000)
Las leyes contra la sodomía fueron mantenidas por el gobierno posterior a la independencia bajo Jomo Kenyatta, quien, según Wanjira Kiama:

[...] afirmó una vez que no existe una palabra africana para la homosexualidad. Esto prueba, argumenta, que la homosexualidad es extranjera y totalmente no africana. Según el presidente Moi, "Kenia no tiene espacio ni tiempo para homosexuales y lesbianas. La homosexualidad va en contra de las normas y tradiciones africanas, e incluso en la religión se considera un gran pecado". Las opiniones de Kenyatta y Moi reflejan una desaprobación de los hombres que tienen sexo con hombres que es amplia y profunda en la sociedad de Kenia.

Esta hostilidad continuó bajo la presidencia de Daniel arap Moi, incluso cuando el VIH/SIDA cobró un alto precio en la población keniata, más allá de las fronteras de la orientación sexual.

## Gobierno de Moi e historia posterior
A finales de la década de 1990 y en la década de 2000, en medio de un aumento de la retórica hostil anti-LGBT, se establecieron varias organizaciones pro-LGBT, siendo el grupo más grande la Coalición de Gays y Lesbianas de Kenia en 2006.
El 26 de junio de 2012, la embajada de los Estados Unidos en Nairobi celebró lo que se creía que era el primer evento del orgullo LGBT en Kenia. Un oficial de asuntos públicos de la embajada dijo: "El gobierno de EE. UU., por su parte, ha dejado en claro que el avance de los derechos humanos de las personas LGBT es fundamental para nuestras políticas de derechos humanos en todo el mundo y para la realización de nuestros objetivos de política exterior". Eventos similares se llevaron a cabo en otras embajadas estadounidenses en todo el mundo.

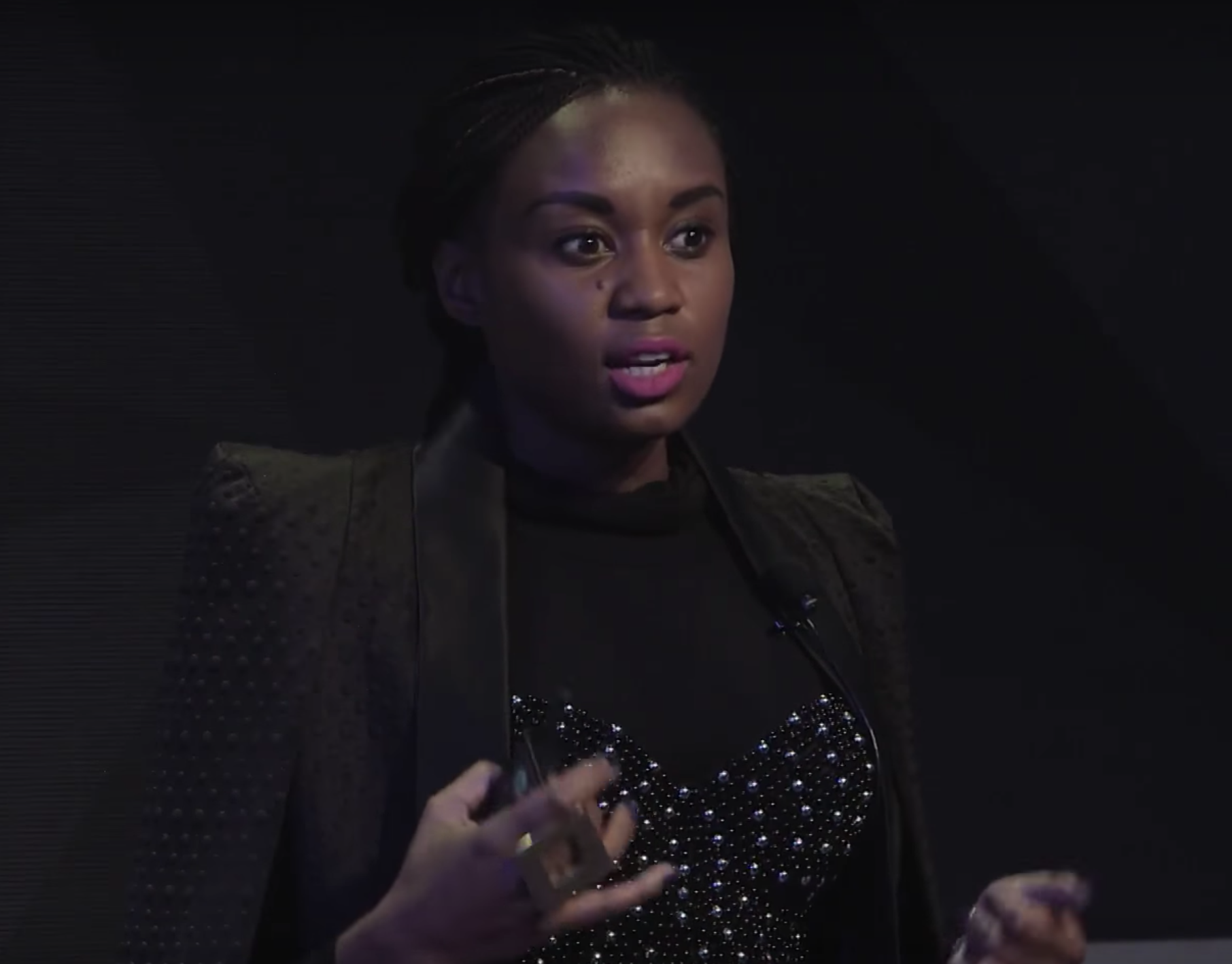
Wanuri Kahiu, directora de Rafiki

En 2018 se estrenó la película Rafiki, de la directora Wanuri Kahiu, convirtiéndose en la primera película keniata con temática lésbica. La Comisión para la Clasificación de las Películas de Kenia prohibió la película debido a su temática homosexual y por su supuesto intento de promover el lesbianismo en la sociedad keniata. La directora de la película demandó al gobierno de Kenia para permitir la proyección de la película y poder ser elegida como la representante keniata para los Óscar en la categoría de Mejor Película en Lengua Extranjera. El 21 de septiembre de 2018, el Tribunal Supremo keniata levantó la prohibición en la película, permitiendo su proyección en el país durante siete días. Tras la prohibición, la película se proyectó en un cine en Nairobi, vendiendo todas las entradas. A pesar de levantar la prohibición, la película no fue seleccionada para los Óscar, enviándose en cambio Supa Modo.
En septiembre de 2021 las autoridades del país volvieron a prohibir la proyección de una película de temática LGBT en el país, I am Samuel, de Peter Murimi, dado que, según el Comité de Clasificación de Películas de Kenia (KFCB), la película trataba de promover el matrimonio igualitario como una forma de vida aceptable en la sociedad.
En enero de 2023 la policía del país encontró el cuerpo del activista por los derechos LGBT Edwin Chiloba, quien fue víctima de un brutal asesinato homófobo. Su cuerpo fue introducido en una caja de metal y abandonado en mitad de la carretera.